# Otmar Szafnauer
Otmar Szafnauer (13 de agosto de 1964) é um engenheiro de Fórmula 1 romeno-estadunidense.

## Vida pessoal
Szafnauer nasceu na Romênia, filho de um estadunidense de ascendência alemã com uma romena, mas se mudou para Detroit, quando ele tinha sete anos de idade.
Ele recebeu um bacharelado em engenharia elétrica pela Wayne State University em Detroit antes de completar um mestrado em negócios e finanças pela Universidade de Detroit. Juntou-se à Ford Motor Company em 1986. Enquanto trabalhava para a Ford, frequentou a Jim Russell Racing Driver School e começou a correr na Fórmula Ford em 1991. Em 1993, foi nomeado Programador da Ford nos Estados Unidos.

## Carreira na Fórmula 1
Enquanto trabalhava na Ford, conheceu Adrian Reynard, que lhe pediu para se tornar diretor de operações da British American Racing (BAR) na Fórmula 1 em 1998. Depois de três anos na BAR, ele foi recrutado por Bobby Rahal em 2001 para ser diretor de operações da Jaguar Racing, mas uma semana antes da data que ele deveria começar a trabalhar Rahal foi demitido e Szafnauer nunca se juntou à equipe. Vários meses depois, ele foi contratado pela Honda, que havia retornado à Fórmula 1, para ajudar seus engenheiros. Ele foi vice-presidente da Honda Racing Developments e membro do Conselho de Administração da Honda Racing F1 Team.
Depois de deixar a Honda em 2008, ele fundou a Soft Pauer, que lançou o Formula One Timing and Track Positioning Application no iPhone em junho de 2009, antes de se juntar a Force India em outubro de 2009. Szafnauer foi promovido ao cargo de chefe de equipe após a aquisição da Force India por um consórcio liderado por Lawrence Stroll que transformou a equipe na Racing Point Force India para disputar a segunda metade da temporada de 2018, na Racing Point entre 2019 e 2020 e na Aston Martin a partir de 2021.
Em janeiro de 2022, a Aston Martin anunciou que Szafnauer havia deixado os cargos que ocupava na equipe. E, no mês seguinte, a equipe de Fórmula 1 da Alpine anunciou que ele havia sido contratado como seu novo chefe de equipe. Porém, em 28 de julho de 2023, durante o fim de semana do Grande Prêmio da Bélgica, a Alpine anunciou a saída de Szafnauer da equipe.